# Плівки Вовка
«Плівки Вовка», або «плівки ОАСК» — серія приватних розмов суддів Окружного адміністративного суду міста Києва (ОАСК), у яких голова суду Павло Вовк та інші судді обговорювали вплив на суди та інші органи влади в Україні, ухвалення рішень щодо певних справ за хабарі, а також плани із «захоплення» та «утримання» влади. Розмови були записані та оприлюднені Національним антикорупційним бюро України і стали основою для кримінального розслідування дій членів суду і однією з причин ліквідації ОАСК.

## Історія

### Перші плівки
26 липня 2019 року детективи Національного антикорупційного бюро України (НАБУ) разом з управлінням спецрозслідувань Генеральної прокуратури України провели обшуки в Окружному адміністративному суду міста Києва (ОАСК) у справі про можливе незаконне втручання керівництва та суддів ОАСК у розгляд справ та роботу інших органів влади. За версією слідства голова ОАСК Павло Вовк хотів уникнути кваліфікаційного оцінювання Вищої кваліфікаційної комісії суддів (ВККС) і для цього «почав створювати штучні перешкоди у діяльності окремих членів ВККС» за допомогою окремих суддів ОАСК та Державного бюро розслідувань. За версією правоохоронців, судді ОАСК також здійснювали вплив стосовно Конституційного Суду, міністерств, інших судів, Вищої ради правосуддя та Верховної Ради України.
У той же день НАБУ оприлюднило записи розмов суддів ОАСК, у яких вони обговорювали подання позовів до ОАСК задля зупинення повноважень членів ВККС.
2 серпня 2019 року слідчі ГПУ допитали та вручили підозри голові ОАСК Павлу Вовку, суддям ОАСК Ігорю Погрібніченку та Євгенію Аблову, та судді Суворівського районного суду міста Одеси Івану Шепітку стосовно втручання в роботу ВККС. Підозри також стосувалися: перевищення влади, шахрайства, службового підроблення та недбалості, незаконного перешкоджання мітингам, постановлення завідомо неправосудних рішень, пропозиції або надання хабара та втручання в роботу автоматичного документообігу суду.
14 серпня 2019 року до Вищої ради правосуддя (ВРП) надійшли клопотання заступника генерального прокурора про тимчасове відсторонення від здійснення правосуддя Вовка, Погрібніченка та Шепітка.
20 серпня 2019 року ВРП не підтримала клопотання щодо відсторонення Вовка. Водночас сам Вовк заявив, що ще з 1 серпня він склав повноваження голови суду. Пізніше журналісти програми «Схеми: корупція в деталях» встановили, що троє членів ВРП ухвалювали рішення в умовах конфлікту інтересів.
Павло Вовк натомість назвав записи «монтажем», а справу проти нього «політичною» і «мильною бульбашкою», яка «лусне» приблизно через півроку.
21 січня 2020 року відбулись збори суддів ОАСК на яких, шляхом таємного голосування, знову було обрано Павла Вовка головою суду. За рішення проголосували 39 із 42 присутніх суддів.

### Нові звинувачення
17 липня 2020 року детективи НАБУ повідомили про підозру голові ОАСК Павлу Вовку, його заступнику та ще п’ятьом суддям ОАСК, а також голові Державної судової адміністрації України. Цього разу їх звинуватили в утворенні злочинної організації на чолі з Вовком, яка мала на меті захоплення державної влади шляхом встановлення контролю над Вищою кваліфікаційною комісією суддів, Вищою радою правосуддя та створення штучних перешкод у їхній роботі.
У той же день НАБУ опублікувало нову порцію плівок із записами суддів, що підтверджували ці звинувачення, і в яких згадувалося «захоплення влади».
21 липня 2020 року НАБУ опубліковало нові записи, у яких йшлося про змову між Вовком та головою Державної судової адміністрації Зеновієм Холоднюком щодо збереження Холоднюка на посаді та введення «людей Вовка» до ВККС.
23 липня 2020 року Вища рада правосуддя (ВРП) вказала НАБУ на необхідність утриматися від публічних заяв, що «впливають на незалежність судової влади і підривають авторитет правосуддя». Відповідну заяву одноголосно підтримали усі члени ВРП.
3 серпня 2020 року Вищий антикорупційний суд (ВАКС) обрав запобіжний захід фігуранту у справі голові Державної судової адміністрації Зеновію Холоднюку у формі особистого зобовʼязання.
4 серпня 2020 року Печерський районний суд Києва зобов'язав генпрокурора забрати у НАБУ «справу плівок Вовка». Таким рішенням суд задовольнив скаргу адвоката підозрюваного у цій справі Євгена Аблова — заступника голови ОАСК. Водночас у НАБУ заявили, що суддя Сергій Вовк, який прийняв це рішення, вийшов за межі своїх повноважень, і що це рішення буде оскаржене у Вищому антикорупційному суді.
1 вересня 2020 року Вища рада правосуддя (ВРП) відмовила генеральній прокурорці Ірині Венедіктовій у тому, щоб відсторонити Вовка та п’ятьох інших суддів ОАСК від роботи на час слідства, пояснивши це неналежним врученням йому підозри.

### Спроби обрання запобіжного заходу і примусового приводу підозрюваних до суду
22 жовтня 2020 року у Вищому антикорупційний суді було заплановано судове засідання з розгляду клопотань про обрання голові та одному з суддів ОАСК запобіжних заходів у вигляді застави, однак засідання не відбулося і було відкладене через неявку підозрюваних та адвокатів. Пізніше ця ситуація повторювалася 29 жовтня, 5 листопада, 12 листопада і 23 листопада.
3 листопада НАБУ вдруге оголосило Павла Вовка у розшук.
26 листопада 2020 року НАБУ попросило генпрокурора звернутися до ВРП, аби та дала дозвіл на затримання суддів ОАСК, оскільки ті не зʼявлялися добровільно на допити та засідання ВАКС.
24 грудня 2020 року детективи НАБУ підстерегли Павла Вовка під час святкування у ресторані, де спробували вручити йому повістку з викликом до суду. Сам Вовк намагався уникнути вручення повістки і тікав від детективів, а після її отримання, порвав її та викинув з машини. У повістці йшлося про необхідність Вовка з’явитися до Вищого антикорупційного суду для обрання йому запобіжного заходу. НАБУ також зазначило, що вручення повістки було обумовлене тим, що «голова ОАСК уже понад три місяці ігнорує свій обов’язок як підозрюваного з’явитися до слідчого судді».
5 січня 2021 року Вовк і його захисники проігнорували чергове засідання суду, тому прокурори подали клопотання про його примусовий привід, однак суд відмовив у цьому клопотанні.
6 та 13 січня суддя ВАКС Андрій Біцюк відмовляв слідчим у продовженні досудового розслідування цієї справи, строк якого спливав 17 січня,  однак 15 січня продовжив цей строк на два місяці до 17 березня.
2 лютого 2021 року детективи НАБУ зачитали Павлу Вовку клопотання про його відсторонення з посади. Щоб зачитати документ, їм довелося кілька кілометрів його супроводжувати.
3 лютого 2021 року суддя ВАКС Андрій Біцюк з другої спроби ухвалив рішення, яким дозволяли примусовий привід до суду Павла Вовка. Водночас Вовк назвав це рішення «дивним» та «незаконним» і заявив, що продовжить ігнорувати виклики до ВАКС.
8 лютого 2021 року у ВАКС було заплановано розгляд клопотання про обрання Вовку запобіжного заходу у вигляді застави, однак суддя не зʼявився на це засідання, а прокурор САП Олег Макар повідомив, що детективи НАБУ не змогли знайти Вовка за всіма відомими їм адресами, ні вдома, ні на роботі. Тоді ж суддя Андрій Біцюк вдруге дозволив НАБУ здійснити примусовий привід Павла Вовка до ВАКС, запланований на 16 лютого.
16 лютого 2021 року суддю Вовка вдруге не змогли доставити до суду — детективи НАБУ знову не змогли його ніде знайти. Водночас слідчий суддя втретє дозволив примусовий привід Вовка. На наступних засіданнях 18 лютого, 21 лютого і 9 березня ситуація повторювалася.
На наступному засіданні 15 березня ВАКС вчергове розглянув клопотання прокурора САП щодо повторного приводу Вовка для обрання запобіжного заходу у вигляді застави, однак цього разу призупинив судове провадження на час розшуку Вовка. Також ВАКС відмовив у відводі слідчого судді.
17 березня 2021 року спливав термін досудового розслідування справи щодо зловживання в ОАСК, і оскільки ВАКС відмовив у його черговому продовженні, НАБУ повідомила про завершення досудового розслідування і відкрила матеріали слідства підозрюваним для ознайомлення перед скеруванням обвинувального акта до суду. У повідомленні були перелічені посади 11 підозрюваних осіб: голова ОАСК (Павло Вовк), 2 заступники голови ОАСК, 4 судді ОАСК, голова Державної судової адміністрації і 3 фізичні особи (з них два адвокати), — і вказані статті Кримінального кодексу, за якими вони обвинувачуються. Також було зазначено, що обсяг задокументованих аудіозаписів з кабінетів суддів ОАСК становить понад 16 тисяч годин.
17 березня 2021 року Генеральна прокурорка Ірина Венедіктова заявила, що з самого початку не бачила судової перспективи у справі щодо голови ОАСК Павла Вовка, і що вона не може «приволокти» Вовка до суду.
18 березня 2021 року Вища рада правосуддя наклала дисциплінарне стягнення у вигляді попередження на слідчого суддю Андрія Біцюка через начебто необґрунтоване продовження строків розслідування у цій справі, здійснене у вересні 2020, та неналежне повідомлення учасників справи про дату засідання.
29 вересня 2021 року ВАКС наклав на Голову ОАСК Павла Вовка штраф у 4 540 грн через систематичну неявку до суду. У той же день в ОАСК опублікували заяву, у якій заявили, що штраф є неправомірним, а Вовк не є підозрюваним.
15 червня 2022 року сплив строк ознайомлення обвинувачених з матеріалами слідства, і вже 17 червня НАБУ скерувало справу до суду.
4 листопада 2022 року ВАКС дозволив примусовий привід до суду голови ОАСК Павла Вовка, а також Євгенія Аблова, Ігоря Качура та Ігоря Погрібніченка у цій справі.
Станом на травень 2023 року ВАКС не зміг провести навіть підготовче засідання у справі через затягування з боку окремих представників захисту. Зокрема, всього у справі ОАСК станом на 10 липня 2023 року не відбулися 32 підготовчі засідання, а учасники подали понад 50 письмових клопотань про перенесення судового засідання.